# Raffaele Maria Filamondo
Raffaele Maria Filamondo (Napoli, 16 giugno 1649 – Sessa Aurunca, 15 agosto 1706) è stato un vescovo cattolico e bibliotecario italiano.

## Biografia

### Origini e formazione
Nato nel quartiere di Barra a Napoli, da diciottenne si unì ai domenicani del convento del Santo Rosario, appartenenti alla Congregazione della Sanità.
Compiuti gli studi, prese gli ordini sacri e fu inviato alla casa madre della congregazione presso il convento di Santa Maria della Sanità. Studiò filosofia e retorica per poi insegnare presso il convento di Pizzofalcone (Monte di Dio). Fu candidato alla cattedra di tomismo all'Università di Napoli, ma il cappellano maggiore, il vescovo Girolamo della Marra, lo escluse.
Fu convocato dal maestro generale Antonin Cloche a Roma per insegnare presso il collegio della Minerva. Fu poi candidato e nominato primo bibliotecario della Biblioteca Casanatense appena istituita, eletto il 29 agosto 1700 assieme al confratello Carlo Giacinto Lascaris come secondo e coadiutore. Papa Clemente XI lo nominò catechista del Sacro Palazzo e consultore della Congregazione dell'Indice.
Il 14 dicembre 1705 il pontefice lo nominò poi vescovo di Sessa Aurunca. Fu consacrato da cardinale Francesco Pignatelli nella chiesa di San Carlo alle Quattro Fontane. 
Morì in sede pochi mesi dopo, nel 1706, a causa di una malattia contagiosa.

## Genealogia episcopale
La genealogia episcopale è:
- Cardinale Guillaume d'Estouteville, O.S.B.Clun.
- Papa Sisto IV
- Papa Giulio II
- Cardinale Raffaele Sansone Riario
- Papa Leone X
- Papa Paolo III
- Cardinale Francesco Pisani
- Cardinale Alfonso Gesualdo di Conza
- Papa Clemente VIII
- Cardinale Pietro Aldobrandini
- Cardinale Laudivio Zacchia
- Cardinale Antonio Barberini, O.F.M.Cap.
- Cardinale Marcantonio Franciotti
- Cardinale Giambattista Spada
- Cardinale Carlo Pio di Savoia
- Cardinale Francesco Pignatelli, C.R.
- Vescovo Raffaele Maria Filamondo, O.P.

## Opere
- Il genio bellicoso (1694)